# Port de Chatressac
Chatressac est un des deux ports ostréicoles de la commune de Chaillevette, en Charente-Maritime (région Nouvelle-Aquitaine). Aménagé en bordure du chenal de Chatressac, petit étier perpendiculaire à la Seudre, il se situe entre le port des Grandes Roches, dans la commune voisine d’Étaules, et le port de Chaillevette.

## Histoire
Chatressac s’est développé à l’ombre de son moulin à marée, mentionné dès 1545 et appartenant à cette époque aux seigneurs de Chassagne. De nos jours, cette vaste construction, remaniée à plusieurs reprises, ne sert plus à moudre le grain comme autrefois et est désormais utilisée pour évacuer la vase du chenal. Peu de moulins à marée subsistent dans la région (il en reste cependant un à Mornac-sur-Seudre, sur le chenal de Plordonnier, et un autre à Saint-Just-Luzac, sur la rive opposée du fleuve : le moulin des Loges).
Le port de Chatressac a failli entrer dans l’histoire par la grande porte, ayant été un temps pressenti au XVIIe siècle pour devenir le grand arsenal du Ponant voulu par le roi Louis XIV. C’est finalement le site de Rochefort, alors petit village perdu au milieu des marais, qui est retenu et qui se transforme en un port de premier plan et une ville nouvelle. Sous l'Ancien régime, Chatressac accueille un bureau des fermes, un bureau de douane et un chantier de construction navale. Centre névralgique de la commune de Chaillevette, créée au moment de la Révolution, Chatressac fait fonction de centre-bourg jusqu'au milieu du XIXe siècle : le port concentre alors la mairie, la prison, le bureau de poste et l'école, de même que la plupart des commerces. Les rivalités entre Chatressac et les bourgs de Chaillevette, La Brousse et Le Maine-Auriou conduisent alors la municipalité à délocaliser les principaux services administratifs en un lieu plus neutre, le lieu-dit « Les Chassanières », à mi-chemin des principaux écarts de la commune. La mairie, l'école, la salle des fêtes, la poste et le stade s'y trouvent toujours depuis lors.
Chatressac apparaît dans le journal de Jacques de Bourbon Busset (1912-2001) qui avait épousé la saintongeaise Laurence Ballande  (morte en 1984) qu'il surnommait « le Lion ».

## Présentation
Caractéristique des petits ports ostréicoles du bassin de Marennes-Oléron, le port de Chatressac s’étend sur la rive gauche de la Seudre. Il forme un des principaux noyaux urbains de Chaillevette, commune caractérisée par l’absence de véritable centre-ville, éclatée entre plusieurs écarts (Le Bourg, Chatressac, Le Maine Auriou, etc.). Depuis toujours principal pôle économique de la commune, Chatressac accueille les principaux commerces de Chaillevette (supérette, café, dégustation de produits de la mer). Le port est bordé de cabanes traditionnelles en bois coaltaré, et dispose d’une cale de mise à l’eau utilisée tant par les pêcheurs que par les utilisateurs de kayaks et stand up paddle, depuis la création d’un club spécialisé dans ces pratiques nautiques. 
Le port s’organise autour de la place de Chatressac, petite esplanade autour de laquelle se rassemblent les quelques commerces présents sur le site et où se déroule chaque année le traditionnel repas de la fête nationale du 14 juillet, et d’une petite route parallèle au chenal conduisant à la cale de mise à l’eau et à un petit belvédère ménageant un point de vue sur la Seudre et les marais de la Seudre environnants, avec en ligne de mire le clocher de Marennes et les ponts de la Seudre et de l’île d’Oléron. Derrière les cabanes, des claires d’affinage servent à affiner les huîtres, qui prennent dans ces bassins une texture, une saveur et une couleur bleu-vert caractéristique sous l'effet de la marennine, un pigment issu d'une algue microscopique, la navicule bleue. Les huîtres produites sont la pousse en claire et la fine de claire verte (toutes deux bénéficiant du label rouge), mais aussi la fine de claire et la spéciale de claire. Des petits pontons servent à amarrer les plates, chalands et batâs, embarcations traditionnelles dont le va-et-vient anime la Seudre tout au long de l'année, des premières lueurs de l'aube jusque tard en soirée.